# Parasphaerolaimus
Parasphaerolaimus är ett släkte av rundmaskar. Parasphaerolaimus ingår i familjen Sphaerolaimidae.
Släktet innehåller bara arten Parasphaerolaimus paradoxus.